# ملعب بوردو الجديد
ملعب بوردو الجديد (بالفرنسية: Stade Atlantique)‏، يعرف حالياً باسم ملعب أتلانتيك لأغراض الرعاية، هو ملعب كرة قدم أنشئ في عام 2015، بمدينة بوردو الفرنسية، ويصل سعة الملعب الذي حل محل ملعب بوردو الكبير (بالفرنسية: Le Grand stade de Bordeaux)‏ الملعب السابق لنادي بوردو، إلى 43 ألف متفرج.
بدأ العمل على الملعب في 2013، وافتتح في يونيو 2015 و حلّ محل ملعب شابان-دلماس لنادي بوردو، واستضاف منافسات كأس الأمم الأوروبية لكرة القدم 2016، قُدرت تكلفة الاستاد بنحو 125 مليون يورو.

## الاسم
في البداية سُمي الملعب باسم ستاد أتلانتيك (بالفرنسية: Stade Atlantique)‏، لكن تم بيع حقوق التسمية لشركة ماتميت للتأمين ولمدة عشر سنين وبهذا أطلق اسم ماتموت أتلانتيك (بالفرنسية: Matmut Atlantique)‏ على الملعب الجديد.